# Ulysse Hanotte
Ulysse Clément Joseph Hanotte (Pâturages, 10 juni 1901 - 13 september 1962) was een Belgisch ambtenaar en politicus.

## Levensloop
De ambtenaar Hanotte werd in 1947 verkozen tot gemeenteraadslid en in 1949 tot schepen voor Pâturages.
In 1961-1962 was hij socialistisch provinciaal senator voor de provincie Henegouwen.